# Jörgen Ericsson
Jörgen Ericsson, švedski admiral, * 25. november 1953, Falun.
Med letoma 2001 in 2005 je bil inšpektor Kraljeve švedske vojne mornarice.